# Pistacia terebinthus

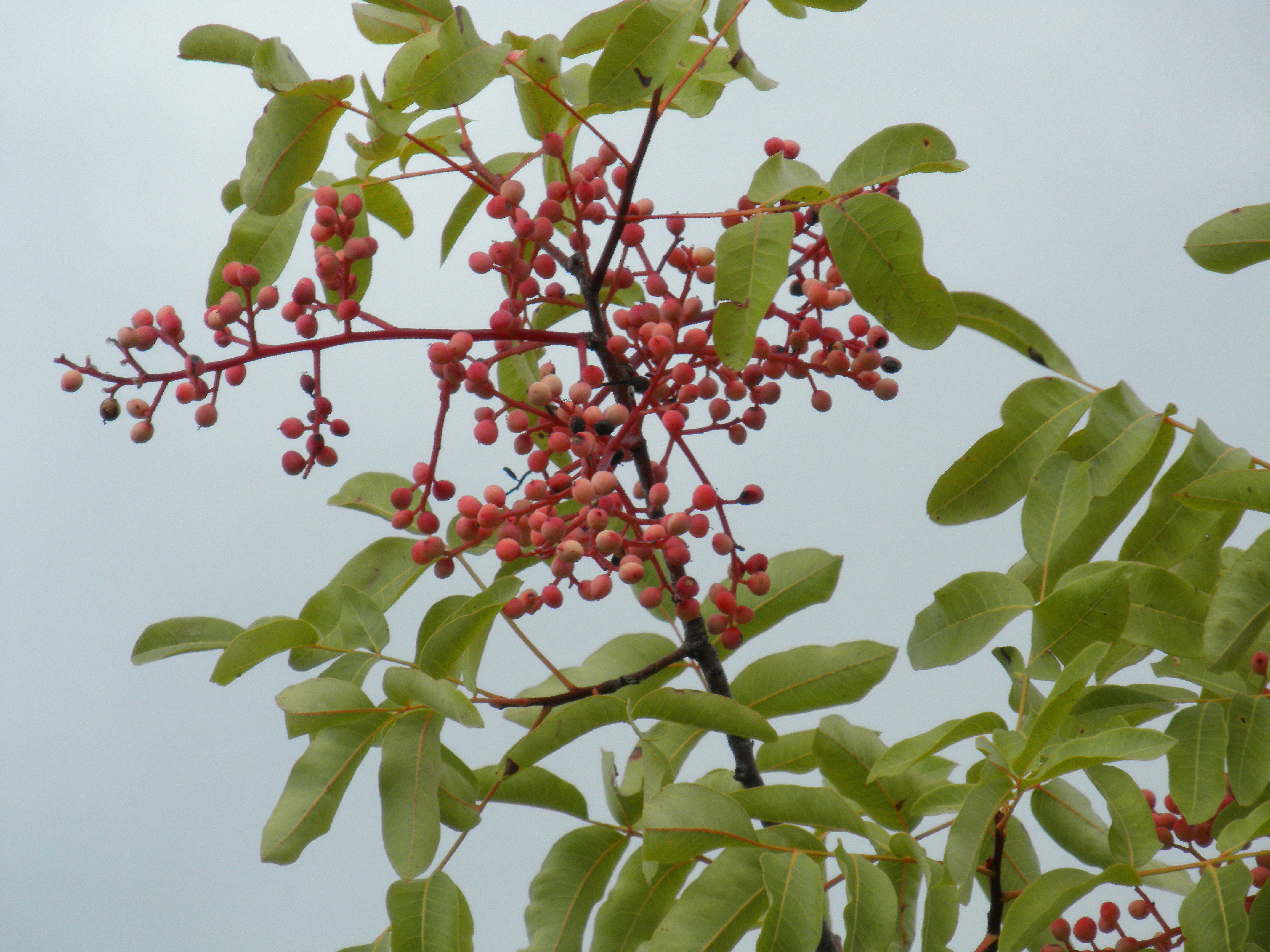
Frutos.

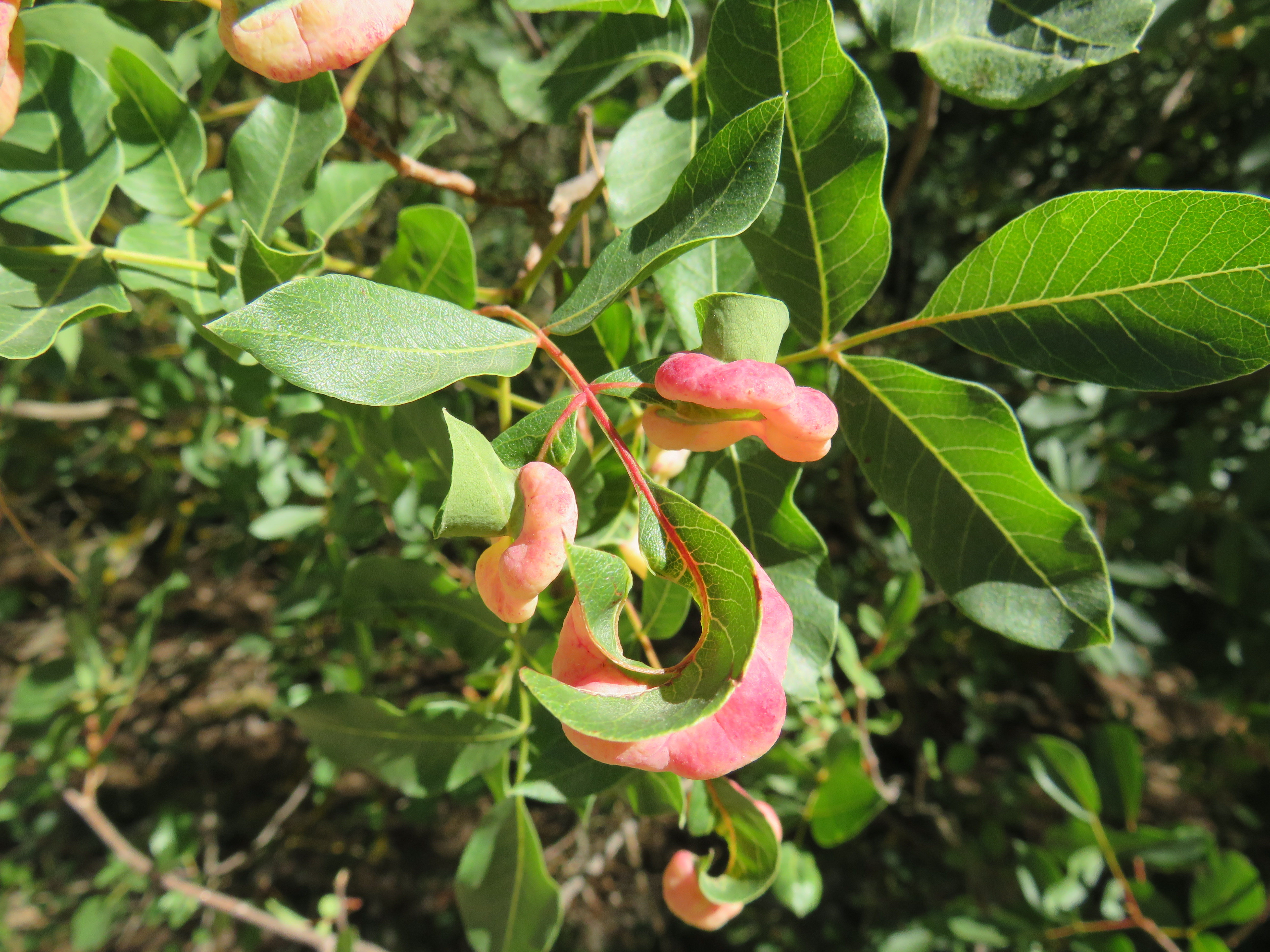
Agallas del pulgón Forda formicaria sobre los folíolos.

El albotín, cornicabra o terebinto (Pistacia terebinthus) es un arbusto o árbol pequeño de hasta 6 m de alto de la familia de las anacardiáceas, del género Pistacia, nativo del Mediterráneo occidental y que se extiende desde las islas Canarias, Marruecos y la península ibérica, hasta Grecia y el oeste de Turquía.

## Hábitat
Prefiere zonas relativamente húmedas y soporta muy bien la sequía estival mediterránea y las heladas más intensas. Es una planta frecuente en garrigas y maquis. Aparece en bosques caducifolios y también en encinares. Es una de las 6 especies de anacardiáceas presentes en Europa, pues esta familia consta de unas 600 especies tropicales. Puede encontrarse en los pisos meso y termomediterráneo, hasta los 1500 metros de altitud. Es más exigente que el lentisco en cuanto a humedad y también resiste mejor que él al frío. Requiere aun así una exposición soleada y suelos de tipo medio, tolerando aquellos mayormente calizos y algo salinos. Crece con frecuencia junto al mar, en el fondo de los barrancos y en las proximidades de lagunas y arroyos salinos.

## Descripción

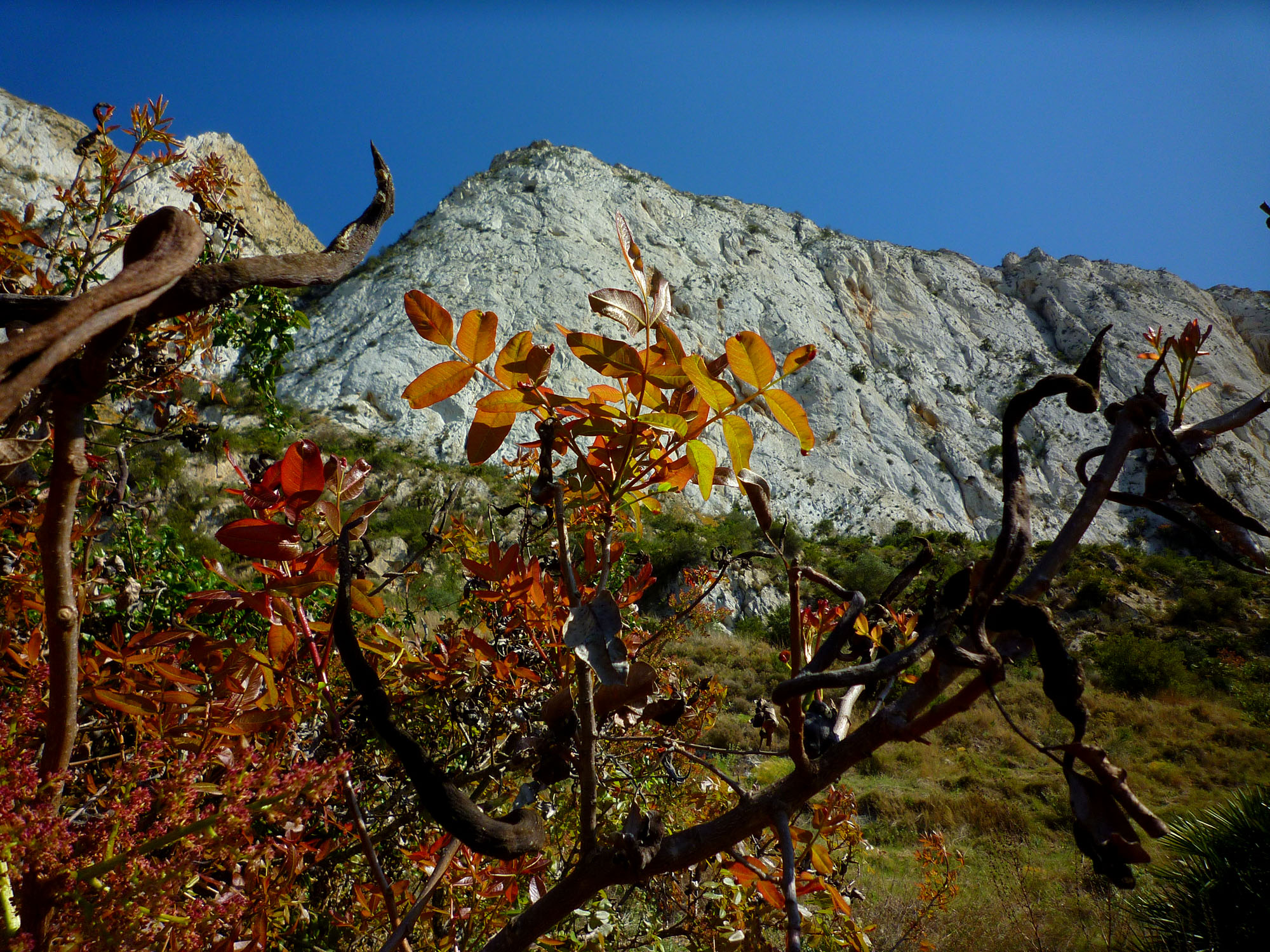
Pistacia terebinthus a principios de mayo en Peñas Blancas, Cartagena, España.

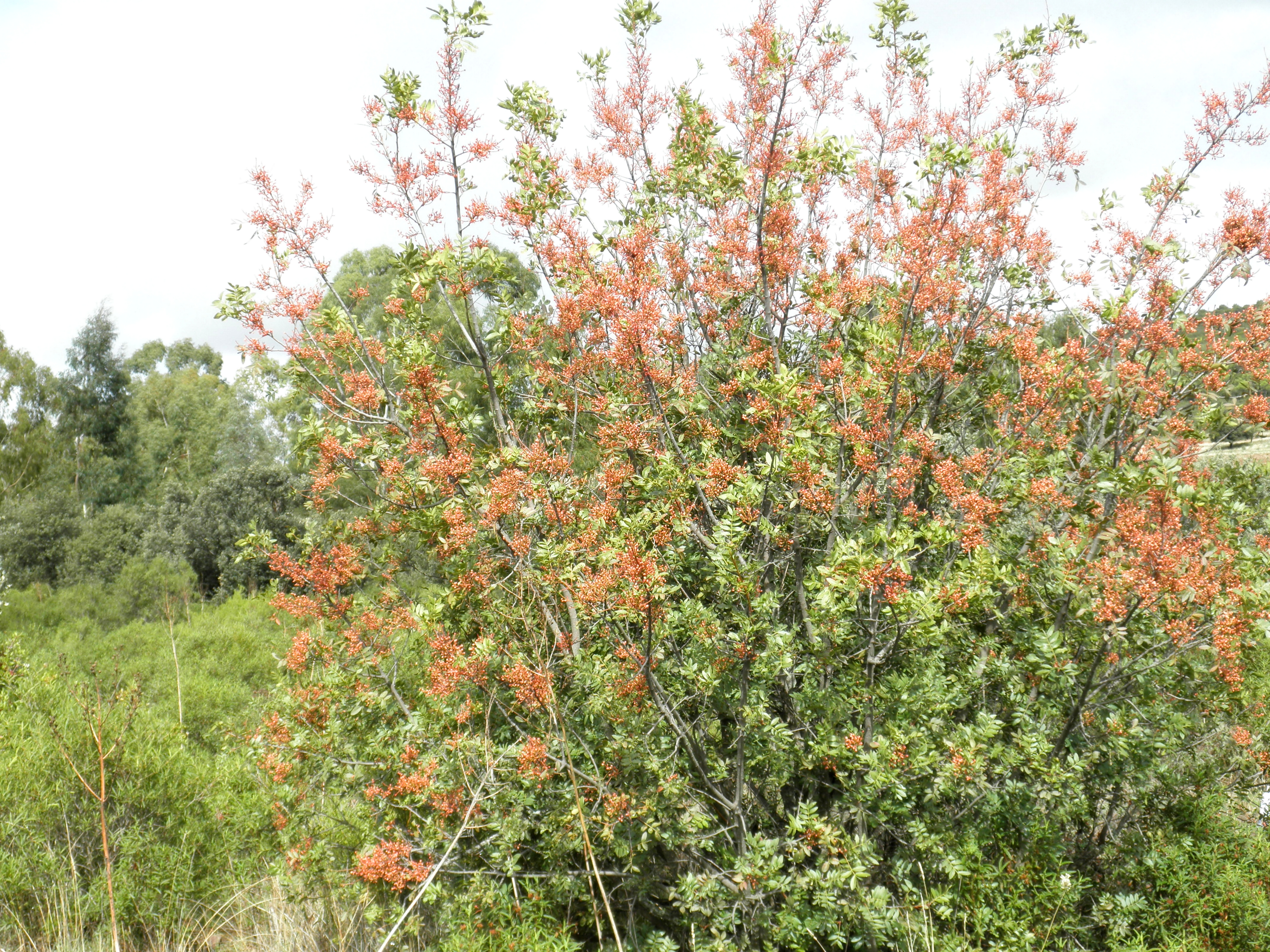
Vista de la planta.

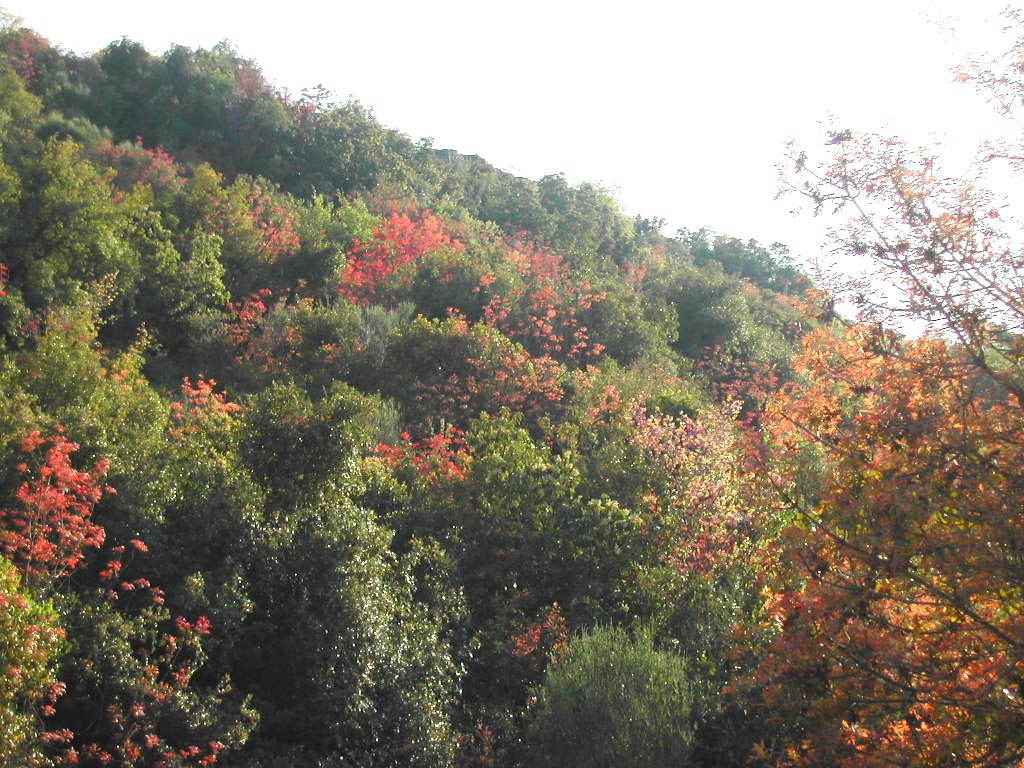
En su hábitat.

Es un árbol dioico, es decir, que existen ejemplares machos y hembras. Para que una población sea viable debe contar con ejemplares de ambos sexos. Tiene el tronco gris y muy aromático, puede presentar varios troncos o tallos cuando crece en forma de arbusto. Alcanza generalmente 5 m de altura, aunque en ocasiones excepcionales puede llegar hasta los 10 m. Hojas alternas, compuestas, imparipinnadas, con 3 o 9 folíolos de color verde intenso; de unos 10 cm o más de longitud y textura semicoriácea. Generalmente, son más grandes y redondeadas que las del lentisco, recordando a las hojas del algarrobo. Las flores van del púrpura al verde. Su fruto es del tamaño de un guisante y vira del rojo vivo al marrón, dependiendo del grado de maduración. Toda la planta emite un fuerte olor amargo, resinoso o medicamentoso. En el periodo vegetativo se desarrollan "agallas" en forma de cuerno de cabra que se producen en las hojas y folíolos tras la picadura de insectos. Se multiplica por semillas y por esquejes. A pesar de deslucir por la presencia de las agallas, es un árbol muy vigoroso y resistente que perdura en zonas degradadas donde otras especies han sido eliminadas.
Pistacia terebinthus es una planta relacionada con Pistacia lentiscus, con la cual se hibrida con frecuencia en las zonas de contacto. La cornicabra es más abundante en las montañas y en el interior y el lentisco suele hallarse con más frecuencia en zonas donde la influencia mediterránea del mar impide o modera las heladas. El lentisco no alcanza el porte arbóreo de la cornicabra. Estos híbridos son muy difíciles de distinguir. Los lentiscos presentan los tallos de los folíolos alados, es decir, son aplanados y con unas aletas laterales. En la cornicabra estos tallos son simples. En la costa oriental del Mediterráneo, Siria, Líbano e Israel,  una especie similar, Pistacia palaestina, llena el mismo nicho ecológico de esta especie y también se conoce como terebinto. En la costa occidental del Mediterráneo, Canarias y Oriente Próximo, se puede confundir con Pistacia atlantica.

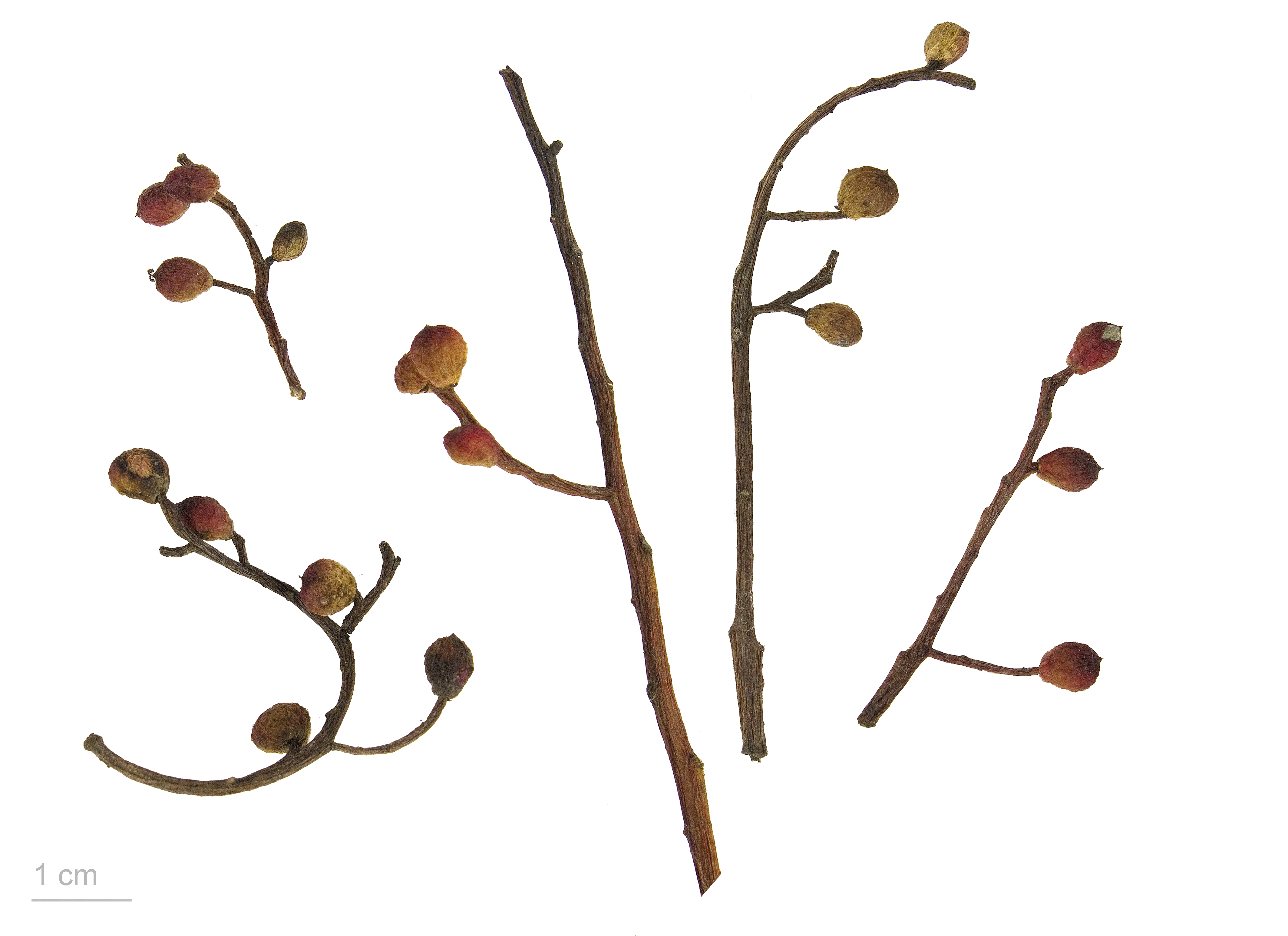
Pistacia terebinthus.

## Historia
John Chadwick cree que la cornicabra es la planta llamada ki-ta-no que aparece en algunas tablillas de la escritura Lineal B, un antiguo dialecto micénico del griego. Cita la obra del erudito español, José Luis Melena, que encontró "un antiguo léxico que mostraba que el kritanos era otro nombre para el árbol turpentino (terebinto) y que la pronunciacíón micénica podía representar otra variante de la palabra. El nombre común en español de cornicabra se debe a que la planta presenta con frecuencia unas agallas de forma alargada, que se parecen al cuerno de las cabras. Estas agallas son provocadas por un pulgón, específico de la cornicabra, que se cría dentro de las agallas. Se especula que la presencia del insecto estimula las defensas de la planta haciéndola poco apetecible para los herbívoros y favoreciendo así que sean más comunes los ejemplares parasitados en las zonas donde el pastoreo es más frecuente.
Varias especies del género Pistacia, como la que ocupa este artículo, P. palaestina, P. atlantica y otras que llenan un nicho ecológico similar, son usadas para curtido por sus taninos y  se conocen también como terebinto en la zona del Mediterráneo y Oriente Próximo. El terebinto es mencionado en la Biblia en el Antiguo Testamento, por ejemplo, en Isaías 1,29 donde la palabra hebrea "elah" (elá), o "elím" en plural, a menudo puede traducirse por tejo, una especie de conífera, o terebinto. También se le nombra "elón" en tres capítulos sucesivos del Génesis (12:6, 13:18 y 14:13) refiriéndose a los lugares en los que acampaba el patriarca Abraham y en el Libro de los Jueces. Virgilio habla del terebinto de Órico en el Libro X, verso 136 de la Eneida. En el capítulo IX de "El mundo clásico", Robin Lane Fox dice que en el siglo VI a. C., cuando los persas no eran todavía un imperio importante, su rey al subir al trono "bebía leche agria y masticaba hojas de terebinto".

## Taxonomía
Pistacia terebinthus fue descrita por Carlos Linneo y publicado en Species Plantarum 1025. 1753.
Etimología
Pistacia: nombre genérico que según Umberto Quattrocchi dice que deriva del nombre latíno pistacia para un árbol de pistacho y del griego pistake para la núcula del pistacho. Ambas palabras aparentemente derivan a su vez de un nombre persa o árabe antiguo.
terebinthus: epíteto
Sinonimia
- Lentiscus vulgaris Garsault
- Pistacia terebinthina St.-Lag.
- Terebinthus vulgaris Dum.Cours.[3]

## Importancia económica y cultural
Tiene un gran valor ecológico al ser una especie pionera y resistente que fija y enriquece los suelos facilitando su colonización por otras. Es de gran valor para los pájaros y otra fauna de pequeños mamíferos que se alimentan de sus frutos y dispersan sus semillas. Es un indicador ecológico de zonas bien conservadas, poco degradadas o en recuperación. Donde medra una población de cornicabras es indicativo de una zona con pocas intrusiones humanas. Sus comunidades suelen encontrarse en zonas aisladas y remotas. El sobrepastoreo causa su desaparición.
El uso más antiguo y conocido del terebinto es como fuente de la trementina, un aceite vegetal utilizado como disolvente y como componente químico. Actualmente, la trementina del terebinto es conocida como trementina chipriota.
La cornicabra no es consumida con gusto por el ganado, que suele respetarla si encuentra otro alimento.
En Chipre los frutos del lentisco son utilizados para la elaboración de un pan especial. En Creta, donde recibe el nombre de tsikoudia, es utilizado en la elaboración de un licor del mismo nombre. En Kurdistán se utilizan sus frutos tostados y molidos como bebida conocida como café kurdo, (kurdo: (قاوەی کوردی) Qehweya Kurdî o Qehweya Kezwanan o café menengiç de propiedades neuroprotectoras..El arbusto es rico en sustancias resinosas, muy utilizadas por sus propiedades medicinales y aromáticas en la Grecia clásica. La corteza puede utilizarse para elaborar una pasta de olor dulce, y las hojas se utilizan en la elaboración de cuero y recientemente, en antiinflamatorios. Sus hojas, corteza y agallas poseen propiedades astringentes. En las hojas y la corteza encontramos concentraciones importantes de materias tánicas y las agallas son también ricas en taninos, resinas, esencia y ácido gálico. La madera es muy apreciada en marquetería. El cuero tradicional de Marruecos se curte con esta planta a la que debe su olor y su color.

## Nombres comunes
- Castellano: árbol de la trementina, cabracoja, cabra coja, cabracorna, cabricuerno, caricuerno, charneca, charnela, charnera, charneta, colneta, corneta, cornetas, cornezuelo, cornicabra, cornicabre, cornicabro, cornita, cuernos, descornacabras, descuernacabras, emborrachacabras, escuernacabra, escuernacabras, escuernicabra, granillo cornicabra, higuera silvestre, jedisco, lentisco, lentisco albar, noguerola, quemaculo, árbol de Nuestra Señora, terebinto, tornalobo, trementina de Kios, valvarija.[5]